# Jane Anyango
Jane Anyango   (Nairobi, 17 de març de 1970) és una activista keniana per la pau i pels drets de les dones i les nenes. És una activista de base i per la pau, que resideix en un dels barris marginals més grans de Kenya.

## Biografia
Nascut a Nairobi, Kenya el 17 de març de 1970, Anyango es va traslladar a Kibera el 1989. En resposta a la violència resultant de les eleccions presidencials de Kenya de 2007, Anyango va organitzar dones a Kibera per protestar contra la violència. Poc després es va crear l'organització "Kibera Women for Peace".
És coneguda per mobilitzar centenars de dones que van ajudar a mitigar la violència després de les eleccions a les eleccions de 2007 i 2013. La seva estratègia va incloure l'ús de la influència de les dones sobre els homes que causaven la violència, el seu eslògan "Aconseguiu que els homes lluitadors aturin la violència".
És la fundadora i directora del Projecte de Desenvolupament Polycom, que apodera les noies i dones joves de la zona dels barris marginals de Kibera. El projecte se centra en temes com la higiene, el canvi climàtic, la cohesió, l'organització de base, entre d'altres.
El seu principal objectiu a llarg termini és assolir l'Objectiu de Desenvolupament Sostenible 10 de les Nacions Unides, reduint les desigualtats. El 2010, l'organització Peace X Peace li va donar el Premi Community Peacebuilder. El 2016 va ser una de les quatre dones convidades a la Universitat de San Diego durant dos mesos en el seu programa anual Women PeaceMakers.